# Tilleux
 Tilleux  es una población y comuna francesa, en la región de Lorena, departamento de Vosgos, en el distrito de Neufchâteau y cantón de Neufchâteau.

## Demografía
| 80 | 81 | 69 | 76 | 72 | 61 |
| Para los censos de 1962 a 1999 la población legal corresponde a la población sin duplicidades (Fuente: INSEE [Consultar]) |    |    |    |    |    |